# Ноканенг
Ноканенг (англ. Nokaneng) — сельский населённый пункт на северо-западе Ботсваны, на территории Северо-Западного округа.

## Географическое положение
Населённый пункт находится в западной части округа, в районе дельты Окаванго, на расстоянии приблизительно 665 километров к северо-западу от столицы страны Габороне. Абсолютная высота — 957 метров над уровнем моря.

## Население
По данным официальной переписи 2001 года численность населения составляла 1590 человек.
Динамика численности населения Ноканенга по годам:
| 2001  | 2013  |
| ----- | ----- |
| 1 590 | 2 056 |

## Транспорт
В окрестностях деревни расположен одноимённый аэропорт (ICAO: FBNN).